# Atletism la Jocurile Olimpice de vară din 1968 - Aruncarea suliței (feminin)
Proba feminină de aruncare a suliței de la Jocurile Olimpice de vară din 1968 a avut loc pe 14 octombrie 1968 pe Stadionul Olimpic Universitar.

## Recorduri
Înaintea acestei competiții, recordurile mondiale și olimpice erau următoarele:
| Record  | Atletă                 | Rezultat | Loc            | Data              |
| ------- | ---------------------- | -------- | -------------- | ----------------- |
| Mondial | Elena Gorceakova (URS) | 62,40 m  | Tokyo, Japonia | 16 octombrie 1964 |
| Olimpic | Elena Gorceakova (URS) | 62,40 m  | Tokyo, Japonia | 16 octombrie 1964 |

## Rezultate
| Loc | Atletă            | Țară                       | 1       | 2       | 3       | 4             | 5             | 6             | Distanță |
| --- | ----------------- | -------------------------- | ------- | ------- | ------- | ------------- | ------------- | ------------- | -------- |
| 1   | Angéla Németh     | Ungaria                    | 57,66 m | 60,36 m | 55,56 m | 57,54 m       | x             | 53,30 m       | 60,36 m  |
| 2   | Mihaela Peneș     | România                    | 59,92 m | 54,68 m | x       | 51,40 m       | 58,36 m       | x             | 59,92 m  |
| 3   | Eva Janko         | Austria                    | 54,60 m | x       | x       | 46,44 m       | 46,24 m       | 58,04 m       | 58,04 m  |
| 4   | Márta Rudas       | Ungaria                    | 56,38 m | x       | x       | 51,60 m       | x             | 52,68 m       | 56,38 m  |
| 5   | Daniela Jaworska  | Polonia                    | 55,78 m | 56,06 m | 52,34 m | 51,88 m       | x             | 53,20 m       | 56,06 m  |
| 6   | Nataša Urbančič   | Iugoslavia                 | 53,80 m | x       | 55,42 m | x             | x             | -             | 55,42 m  |
| 7   | Ameli Koloska     | Germania de Vest           | 53,54 m | 54,08 m | x       | 54,00 m       | 55,20 m       | x             | 55,20 m  |
| 8   | Kaisa Launela     | Finlanda                   | 53,96 m | 51,44 m | x       | x             | x             | x             | 53,96 m  |
| 9   | Barbara Friedrich | Statele Unite ale Americii | 53,44 m | 51,00 m | 52,16 m | Nu au avansat | Nu au avansat | Nu au avansat | 53,44 m  |
| 10  | Lidia Țîmoș       | Uniunea Sovietică          | x       | x       | 53,40 m | Nu au avansat | Nu au avansat | Nu au avansat | 53,40 m  |
| 11  | RaNae Bair        | Statele Unite ale Americii | 49,54 m | 48,08 m | 53,14 m | Nu au avansat | Nu au avansat | Nu au avansat | 53,14 m  |
| 12  | Lucyna Krawcewicz | Polonia                    | 51,54 m | x       | x       | Nu au avansat | Nu au avansat | Nu au avansat | 51,54 m  |
| 13  | Jay Dahlgren      | Canada                     | 51,34 m | 51,10 m | 48,04 m | Nu au avansat | Nu au avansat | Nu au avansat | 51,34 m  |
| 14  | Valentina Evert   | Uniunea Sovietică          | x       | 51,16 m | x       | Nu au avansat | Nu au avansat | Nu au avansat | 51,16 m  |
| 15  | Sue Platt         | Marea Britanie             | x       | 44,94 m | 48,52 m | Nu au avansat | Nu au avansat | Nu au avansat | 48,52 m  |
| –   | Erika Strasser    | Austria                    | x       | x       | x       | Nu au avansat | Nu au avansat | Nu au avansat | FR       |